# Zaleptulus unicolor
Zaleptulus unicolor is een hooiwagen uit de familie Sclerosomatidae.